# Pacher von Theinburg

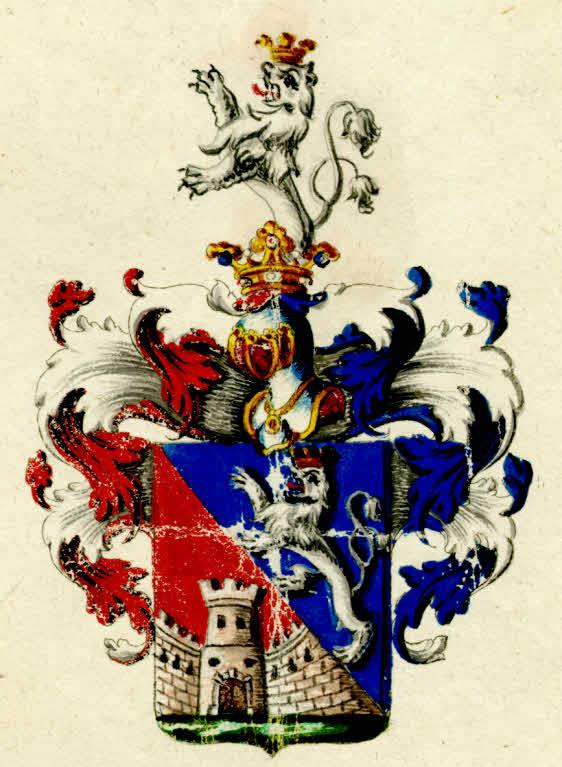
Wappen der Pacher von Theinburg (1823)

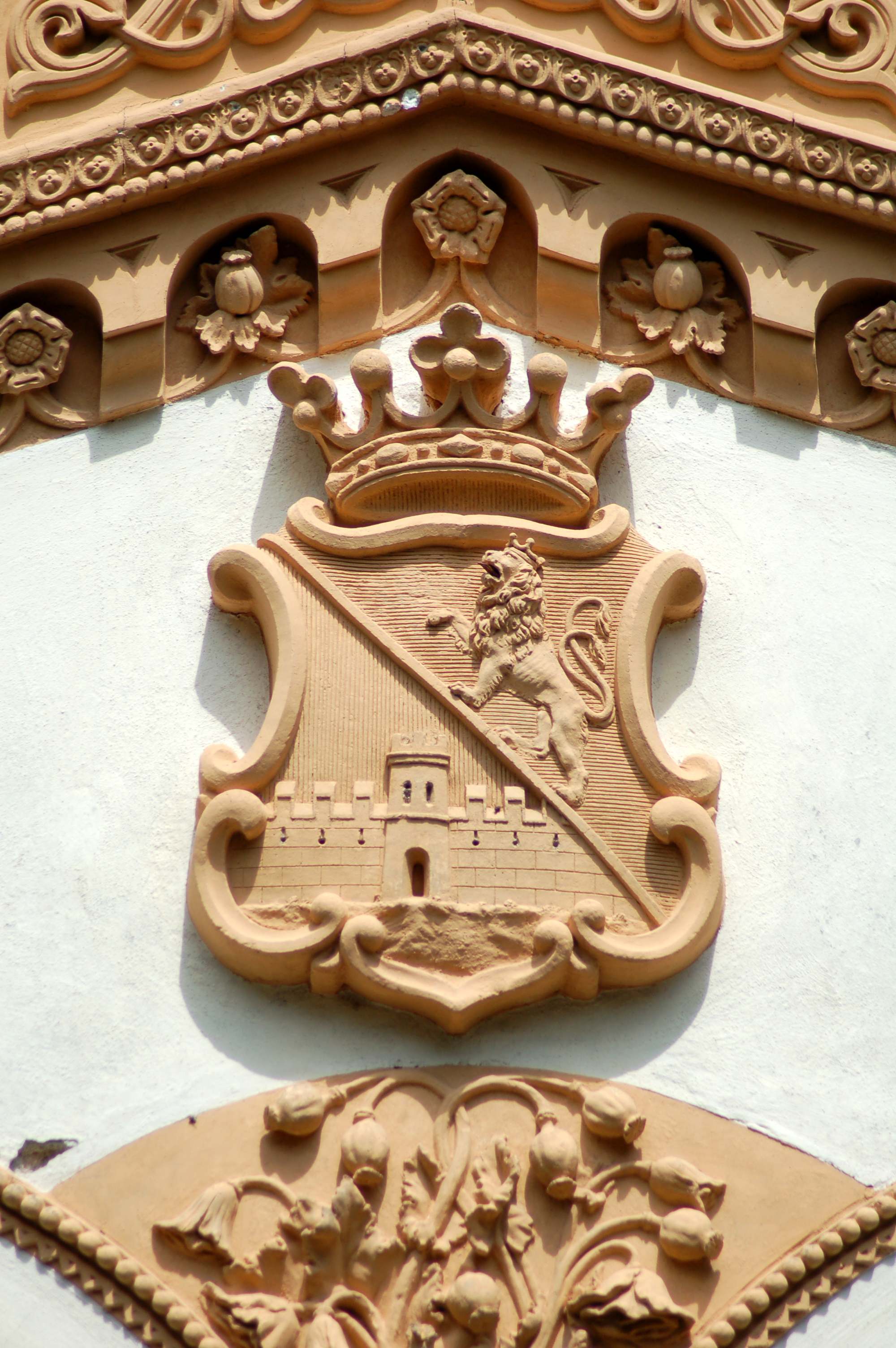
Familienwappen der Pacher von Theinburg über dem Eingangsbereich des Mausoleums in Schönau an der Triesting

Pacher von Theinburg ist der Name einer 1823 in den österreichischen Adelsstand erhobenen Familie, deren Namensträger sich bis in das 17. Jahrhundert in Südtirol und bis in das 18. Jahrhundert in Moldautein nachweisen lassen.

## Genealogie (Auszug)

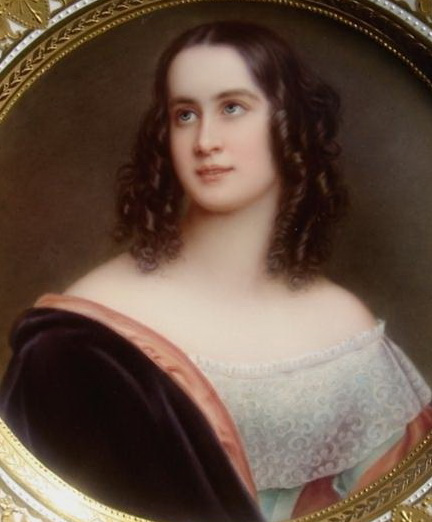
Elisabeth („Elise“) Pacher von Theinburg, geb. List (1822–1893), (Joseph Karl Stieler, Schönheitengalerie im Schloss Nymphenburg)

1. Johann Martin Pacher, seit 1823 Pacher von Theinburg (1772–1845), Industrieller ⚭ Katharina, geb. Mussbrock († 1816)[2], und hatte aus dieser Ehe:
  1. Ludowika (1804–1877) ⚭ Anton Ritter Eissner von und zu Eisenstein (1798–1867)[3]
  2. Ludwig Pacher von Theinburg (1807–1861) ⚭ N. N., und hatte aus dieser Ehe:
    1. Paul Pacher von Theinburg (1832–1906), Industrieller und Politiker[4]
    2. Gustav Pacher von Theinburg (1839–1927), Industrieller ⚭  Barbara, geb. Freiin von Gagern (1855–1925), Frauenrechtlerin[5], und hatte aus dieser Ehe:
      1. Heinrich Pacher von Theinburg (1883–1960)

    3. Alwil Pacher von Theinburg (1840–1904), Industrieller

  3. Gustav Pacher von Theinburg (1808–1852)[6] ⚭ Elisabeth („Elise“), geb. List (1822–1893)[7], und hatte aus dieser Ehe:
    1. Friedrich Pacher von Theinburg (1847–1934) ⚭ Mathilde, geb. Freiin Schwäger von Hohenbruck (* 1856)
    2. Hedwig (1848–1928) ⚭ Ritter Rudolf von Oldenbourg (1845–1912)

  4. Sophie (1814–1905) ⚭ Johann Franz Kempen von Fichtenstamm (1793–1863)

## Bauwerke

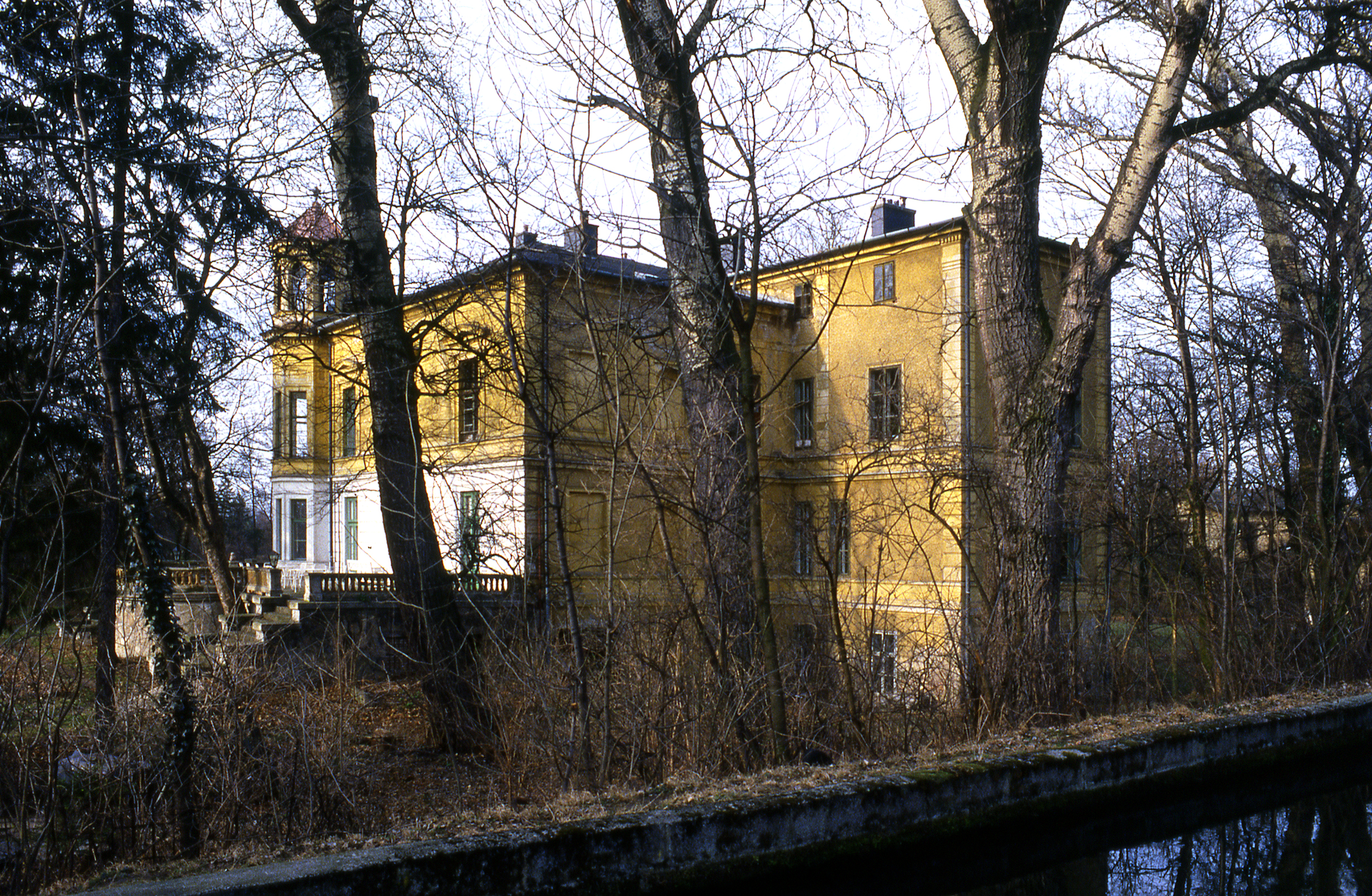
Strauß(-Leuzendorf)-Villa, 1864 für den Industriellen Paul Pacher von Theinburg erbaut, vom 1. Juli 1880 bis 1893/94 im Eigentum von Johann Strauss (Sohn), der sie vornehmlich während der Sommermonate nutzte.
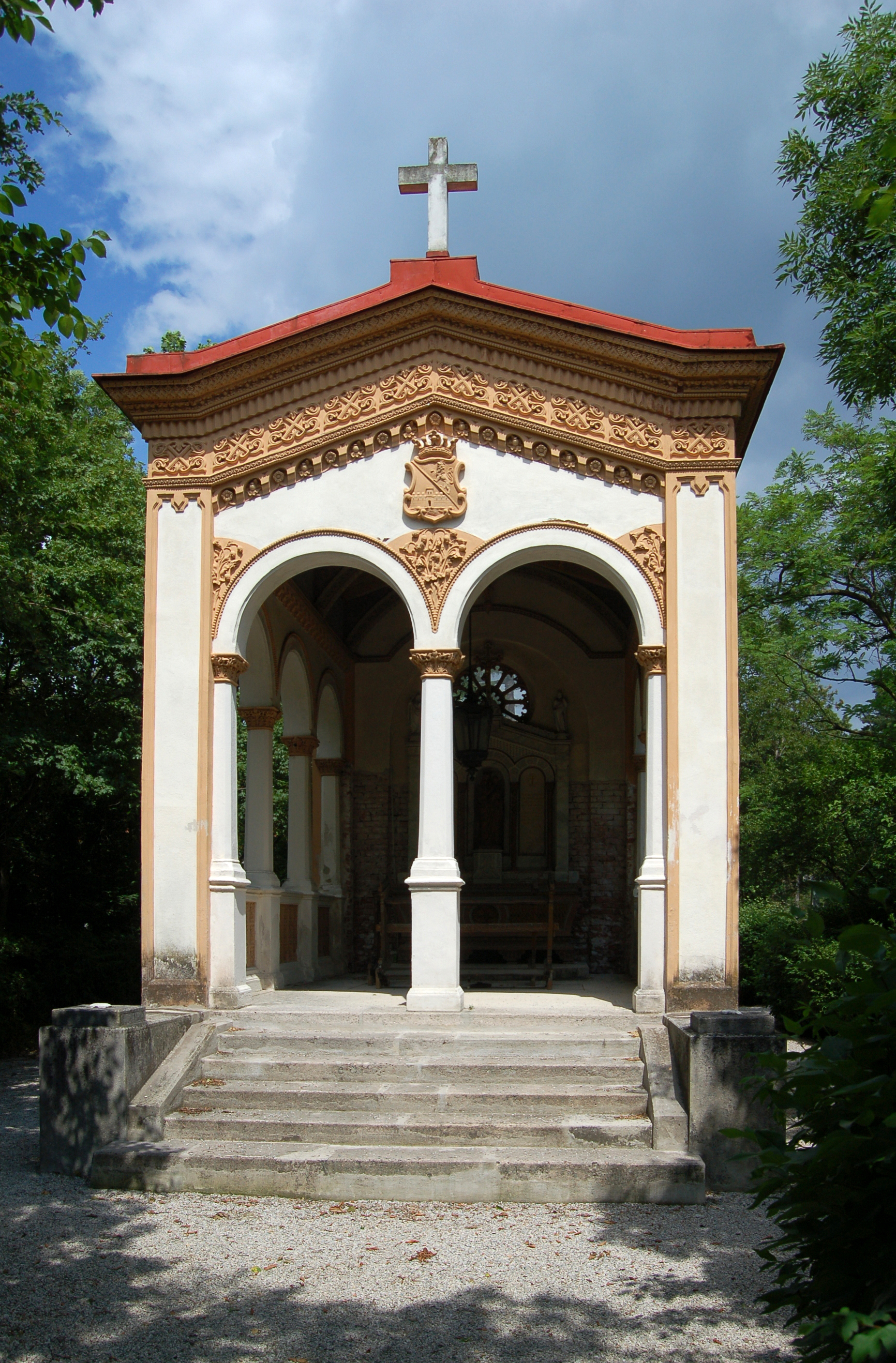
Pacher von Theinburg Mausoleum Diese Familiengrabstätte in Schönau an der Triesting diente der Familie Pacher von Theinburg als letzte Ruhestätte und wurde mit bereits industriell gefertigten Zierelementen aus Terrakotta versehen. Das Mausoleum steht unter Denkmalschutz.